# 大徳絵里
大徳 絵里（だいとく えり、1981年9月24日 - ）は、日本のフリーアナウンサー。

## 略歴
- 福島県[1]郡山市に生まれ、岩手県盛岡市で育つ。劇団四季所属の女優大徳朋子はいとこ。
- 2002年、ミス館林フラワーレディーに選ばれる[1]。
- 2004年、東北放送にアナウンサーとして入社[1]。同期は山本義幸（現フリーアナウンサー）。
- 2008年1月1日、学生時代から交際を続けていたというTBSアナウンサーの蓮見孝之と2月に結婚する予定であることがスポーツニッポンで報じられた。そして2月22日に蓮見が勤務するTBSが正式に結婚を発表した。当初「結婚後も本人は東北放送に在籍してアナウンサーを続ける」とスポニチをはじめ各スポーツ紙が伝えていたが、3月26日放送の「ウォッチン!みやぎ」の中で、同月末をもって東北放送を退社することを発表する。
- 2008年3月末、退社[1]。圭三プロダクションにてフリーアナウンサーの活動を始める。
- 2009年1月、アナウンサーを引退（無期限活動休止）。2月ハープ等を扱う会社に再就職。
- 2010年8月、第1子の男児を出産。
- 2013年、第2子の男児を出産[2]。
- 2014年に入り、ホリプロと契約。
- 2019年3月、第3子の男児を出産[3]。

## 出演

### 東北放送在籍時
テレビ
- ウォッチン!みやぎ（月～水曜日担当）
- 世界陸上大阪・応援たすきキャラバン

ラジオ
- FINE MUSIC（2004年10月～2005年3月:毎週水・木曜日担当　21:30~22:00／2005年10月～:毎週金曜日担当 22:30~23:00）
- イキナリ!木曜日「大徳絵里の音楽サプリメント」（2005年6月9日～8月25日）
- YAGIYAMA発 ラジオな気分（木曜日・ラジオカー担当）

### フリー時代
テレビ
- TBS「2時っチャオ!」（TBS） - リポーター

ラジオ
- 「ジェーン・スー 生活は踊る」（TBS 、2017年3月16日） - ジェーン・スーのピンチヒッター。夫の蓮見と共演。